# Кай (Верхнекамский район)
Кай (до 1854 года — Кайгород) — село в Верхнекамском районе Кировской области, центр Кайского сельского поселения.

## Этимология
По Д. М. Захарову, наименование образовано от основы пермско-марийского глагола «кай» — «идти, подниматься против течения».

## География
Село расположено на левом берегу Камы в 85 км от райцентра города Кирс.

## История
До прихода русских на месте Кая жили финно-угорские племена.
Кайгород был основан Строгановыми в 1558 году. Хотя некоторые и приписывают его основание новгородцам, но положительно известно, что Кай основан братьями Яковом и Григорием Строгановыми в середине XVI века, когда им принадлежали земли по рекам Кама и Чусовая. 
В 1538 году Строгановым дозволялось во всех владеемых ими землях ставить крепости, иметь огнестрельный снаряд, пушкарей и воинов. Строгановы в той стороне построили Орёл на Каме, Нижний Чусовской городок на Чусовой и Кайгород в верховьях Камы. Основанный для защиты соляных промыслов от набегов воти, Кайгород в то время был обнесён валом и палисадом, или острогом с башнями на проезжей дороге. Следы этих укреплений видны и доселе на каменной горе.
В конце XVI века Кайгород становится центром Кайгородского уезда.
В конце XVII – начале XVIII века Кайгородский уезд делился на: 1. Окологородный стан, погосты: 2. Путинский, 3. Лоннский, 4. Гидаев и волости: 5. Волостница, 6. Зюздинская, 7. Кольни..
По указу Петра I от 1708 года, государство было разделено на 8 губерний, Кай-городок вошёл в состав учреждённой Сибирской губернии.
В 1802 году Кайгородский уезд входит в состав Слободского уезда в связи с окончательным изменением маршрута Сибирского тракта. Кайгород лишается статуса уездного города и становится заштатным. 
11 (23) января 1854 года Кайгород стал селом Кай.
Кай был местом ссылки Феликса Дзержинского.

## Население
Согласно данным Второй Ревизии (1748 год) в Кайгороде насчитывалось 278 жителей мужского пола. Из них 268 человек принадлежали к купечеству, 5 человек к пахотным солдатам, а еще 5 - к монастырским крестьянам.
| 1700 | 1718 | 1845 | 1989 | 2010 |
| ---- | ---- | ---- | ---- | ---- |
| 336  | ↗338 | ↘323 | ↗539 | ↘259 |

## Достопримечательности
- Дом-музей Ф. Э. Дзержинского — единственный в России музей Дзержинского. Дом-музей воссоздан по инициативе местных жителей во вновь построенном здании (прежний дом-музей действовал в период 1938-1994 гг.). Его открытие состоялось в сентябре 2017 года и было приурочено к 100-летнему юбилею органов государственной безопасности и 140-летию со дня рождения Ф. Э. Дзержинского. На территории музея установлен памятник Дзержинскому[6].

## Фотогалерея

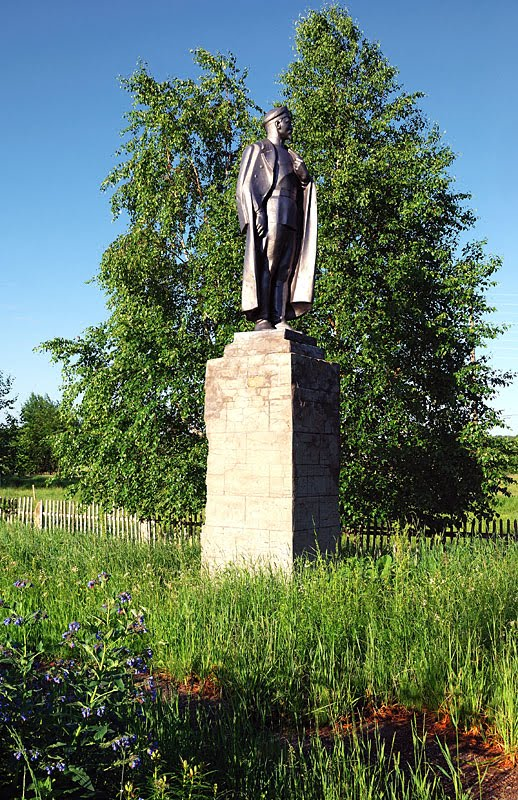
Памятник Ф.Э.Дзержинскому
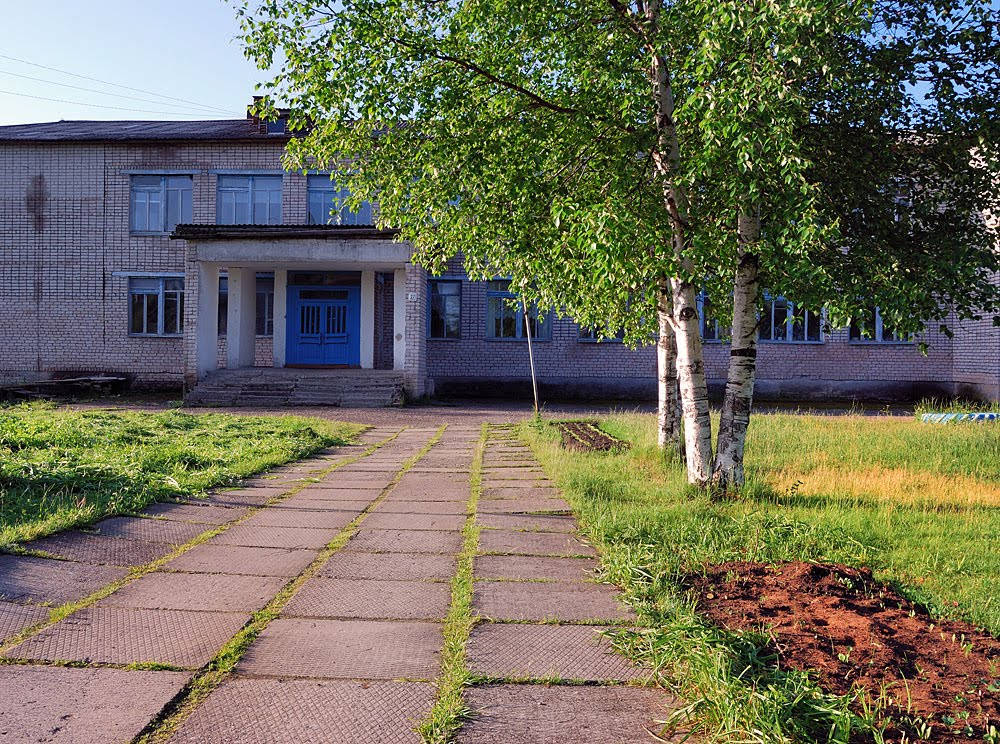
Школа
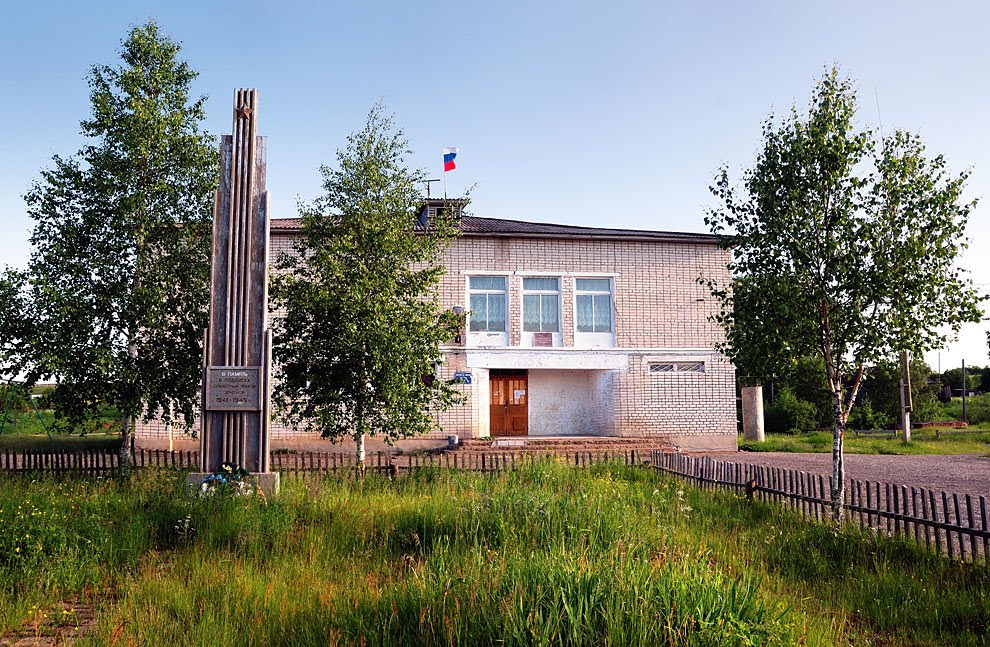
Администрация
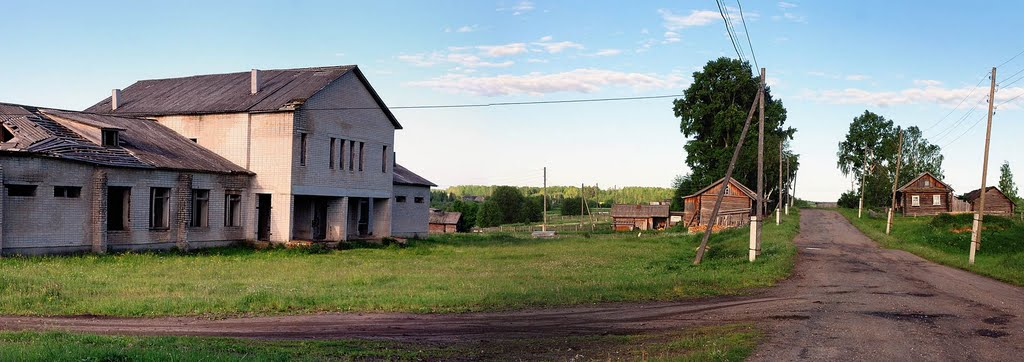
Недостроенный ТЦ
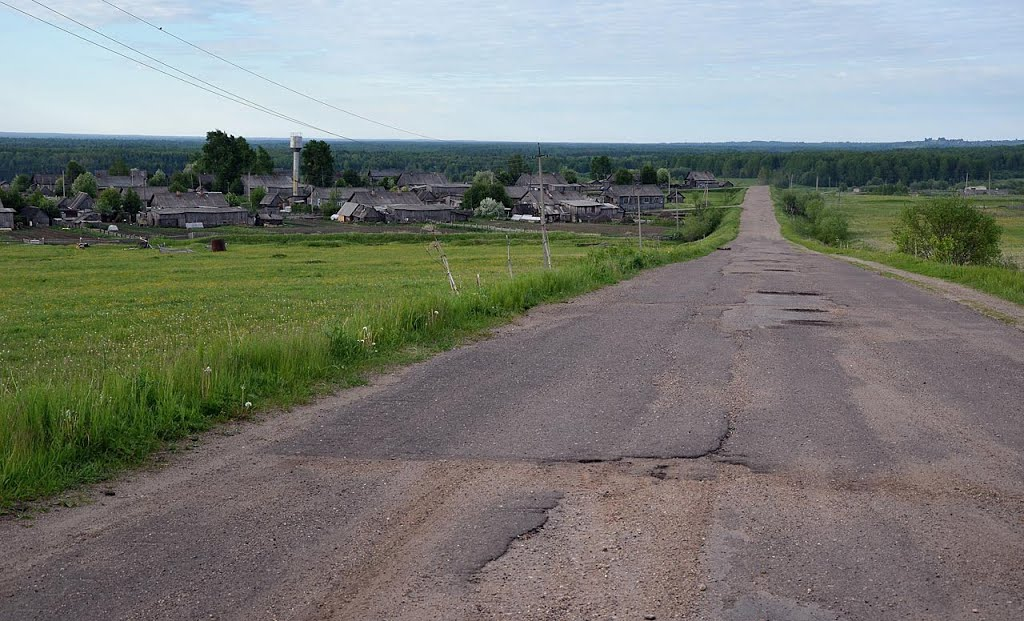
Кай с шоссе Лойно-Южаки
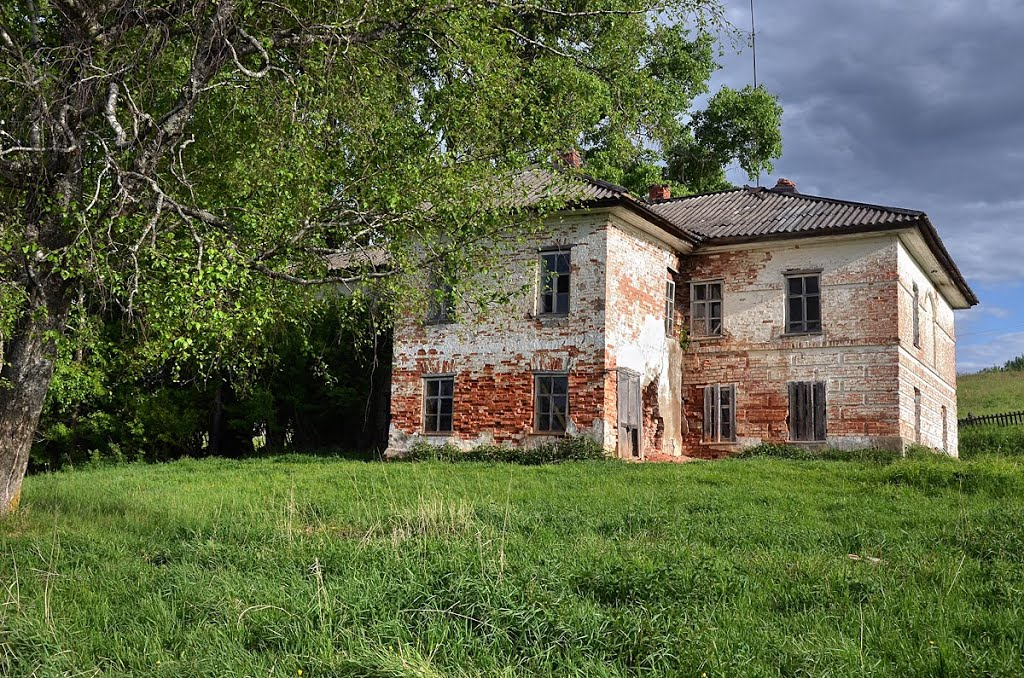
село Кай